# Daniel DiNardo
Daniel Nicholas DiNardo, né le 23 mai 1949 à Steubenville dans l'Ohio, est un cardinal américain, archevêque émérite de Galveston-Houston au Texas depuis 2025.

## Biographie

### Enfance et études
Daniel DiNardo naît à Steubenville (Ohio) de Nicholas et Jane (née Green) DiNardo. Il a un frère aîné et deux sœurs dont une jumelle. La famille déménage plus tard à Castle Shannon, dans la banlieue de Pittsburgh. Enfant, il joue à célébrer la messe dans des vêtements cousus spécialement par sa mère, avec un petit autel fabriqué par son père.
Il suit ses études à la Saint Anne School, de 1955 à 1963 et termine son cycle secondaire à la Bishop's Latin School (tenue par les jésuites) en 1967.
Il entre au Séminaire Saint-Paul de Pittsburgh, à la Duquesne University, où il est condisciple de David Zubik (futur évêque de Pittsburgh). En 1969, DiNardo est accepté en philosophie au Theological College de la Catholic University of America de Washington et obtient un BA en 1971 et un MA en 1972, en philosophie.
Daniel DiNardo poursuit ensuite ses études à Rome, en obtenant un baccalauréat de théologie à l'Université pontificale grégorienne et une licence en théologie et en sciences patristiques à l'Institut patristique Augustinianum.

### Prêtre
Il a été ordonné prêtre le 16 juillet 1977 pour le diocèse de Pittsburgh en Pennsylvanie. Après un premier ministère paroissial, il est devenu chancelier adjoint du diocèse et enseignant au séminaire diocésain en 1981.
De 1984 à 1990, il séjourne de nouveau à Rome au service de la Congrégation pour les évêques.
De retour dans son diocèse, il est pendant sept ans secrétaire diocésain adjoint pour l'éducation.

### Évêque
Nommé évêque coadjuteur de Sioux City dans l'Iowa le 19 août 1997, il a été consacré le 7 octobre suivant avant d'en devenir l'évêque le 28 novembre 1998. Ralph Walker Nickless lui succède en 2006.
Le 16 janvier 2004, il est nommé évêque coadjuteur de Galveston-Houston (Texas). Il devient archevêque coadjuteur le 29 décembre 2004 quand le siège de Galveston-Houston est élevé au rang d'archevêché métropolitain. Il est archevêque de Galveston-Houston depuis le 28 février 2006.
À l'échelle des États-Unis, il est conseiller de la Conférence des évêques catholiques des États-Unis (USCCB) auprès de l'Association nationale des artistes de musique sacrée. Le 15 novembre 2016 il est élu à la tête de l’USCCB, fonction où il succède à Joseph Kurtz, et où José Horacio Gómez lui succède en 2019.

### Cardinal
Il est créé cardinal par le pape Benoît XVI lors du consistoire du 24 novembre 2007 avec le titre de cardinal-prêtre de Saint-Eusèbe. Premier archevêque de Gavelston créé cardinal, sa nomination est une surprise pour beaucoup mais traduit le dynamisme du catholicisme texan.
Le 12 juin 2008, il est nommé membre du Conseil pontifical pour la pastorale des migrants et des personnes en déplacement. Il participe au conclave de 2013 qui élit le pape François ainsi qu'au conclave de 2025 qui élit le pape Léon XIV.
Le 8 mars 2014, il est nommé membre pour cinq années au conseil pour l'économie.
Le 20 janvier 2025, le pape François accepte sa démission de sa charge d'archevêque de Galveston-Houston pour raison d'âge.